# Арисян, Левон Егиаевич
Левон Егиаевич Арисян (арм. Լևոն Եղիայի Արիսյան; 19 января [1 февраля] 1903, Ван, Ван — 1938) — армянский советский партийный и государственный деятель, философ, педагог, профессор (с 1931).

## Биография
После геноцида армян 1915 года поселился в Ереване. Учился в Первой мужской гимназии в Кисловодске (1917—1918), в Тифлисе (1919—1920).
Член ВКП(б) с 1920 года. В 1921—1922 годах Л. Арисян работал секретарём Ереванского горкома партии.
В 1925 году окончил факультет общественных наук Московского университета, в 1931 году — аспирантуру Российской ассоциации научно-исследовательских институтов общественных наук.
В 1925—1928 гг. — руководитель отдела прессы ЦК пропаганды Компартии Армении. С 1927 по 1928 год — преподаватель Ереванского государственного университета. Был проректором по учебной работе.
В 1933—1934 годах работал народным комиссаром просвещения Армянской ССР. В 1934 году назначен начальником отдела пропаганды и агитации ЦК КП Армении. В 1936 году снова занимал пост наркома просвещения Армянской ССР, одновременно читал лекции в ЕГУ.
Работал в области истории теории познания («Из истории теории познания», 1957). Написал также ряд статей против механицизма, меньшевиствующего идеализма и неокантианства («О философском разделе ленинградских „Проблем марксизма“», «Под знаменем марксизма», 1930, № 10-12; «Против одной оппортунистической ревизии исторического материализма», там же, 1931, № 4-5).
Репрессирован в 1938 г. Посмертно реабилитирован.

## Память
- Именем Л. Арисяна названа одна из школ Еревана.